# Gynoplistia troglophila
Gynoplistia troglophila är en tvåvingeart som beskrevs av Alexander 1962. Gynoplistia troglophila ingår i släktet Gynoplistia och familjen småharkrankar. Inga underarter finns listade i Catalogue of Life.